# 君がまたブラウスのボタンを留めるまで
『君がまたブラウスのボタンを留めるまで』（きみがまたブラウスのボタンをとめるまで）は、BIGMAMAの4枚目のオリジナルアルバム。2012年1月25日にRX-RECORDSよりリリースされた。

## 概要
前作『Roclassick』から1年3ヶ月ぶりのリリース。オリジナルアルバムとしては『and yet, it moves 〜正しい地球の廻し方〜』以来、2年2ヶ月ぶりのリリースとなる。通常盤のみのリリース。金井政人による各楽曲への思いが綴られたブックレットが封入されている。
今作について金井政人は、「自分の人生にタイトルをつけるならこのアルバムの名前を付ける」と発言しており、自身のパーソナリティを示した作品であると明かした。

## 楽曲解説
until the blouse is buttoned up
BIGMAMAの代表曲のひとつ。ライブではファンがタオルを掲げるのが定番となっている。
荒狂曲"シンセカイ" 〜orchestra編〜
『Roclassick』収録の「荒狂曲"シンセカイ"」のリメイクバージョン。イントロが追加されている。

## 収録曲
| 全作詞: 金井政人、全作曲・編曲: BIGMAMA。 |                                        |          |            |      |
| #                                         | タイトル                               | 作詞     | 作曲・編曲 | 時間 |
| 1.                                        | 「beautiful lie, beautiful smile」     | 金井政人 | BIGMAMA    | 2:17 |
| 2.                                        | 「#DIV/0!」                            | 金井政人 | BIGMAMA    | 4:34 |
| 3.                                        | 「最後の一口」                         | 金井政人 | BIGMAMA    | 3:24 |
| 4.                                        | 「until the blouse is buttoned up」    | 金井政人 | BIGMAMA    | 4:07 |
| 5.                                        | 「荒狂曲"シンセカイ" 〜orchestra編〜」 | 金井政人 | BIGMAMA    | 3:55 |
| 6.                                        | 「Zoo at 2 a.m.」                      | 金井政人 | BIGMAMA    | 3:12 |
| 7.                                        | 「"Thank You" is "Fxxk You"」          | 金井政人 | BIGMAMA    | 2:43 |
| 8.                                        | 「アリギリス」                         | 金井政人 | BIGMAMA    | 3:28 |
| 9.                                        | 「I'm Standing on the Scaffold」       | 金井政人 | BIGMAMA    | 5:05 |
| 10.                                       | 「週末思想」                           | 金井政人 | BIGMAMA    | 3:33 |
| 11.                                       | 「秘密」                               | 金井政人 | BIGMAMA    | 4:21 |
| 12.                                       | 「母に贈る歌」                         | 金井政人 | BIGMAMA    | 2:46 |
| 合計時間:                                 | 合計時間:                              | 43:25    |            |      |